# 하나니-텃 정리
하나니-텃 정리(חנני-Tutte定理, 영어: Hanani–Tutte theorem)에 따르면, 유한 그래프 {\displaystyle \Gamma }에 대하여 다음 세 조건이 서로 동치이다.
- 평면 그래프이다.
- 임의의 두 변 사이의 교차수가 항상 짝수인 {\displaystyle \mathbb {R} ^{2}}-그리기를 갖는다.
- 서로 인접하지 않는 (즉, 꼭짓점을 공유하지 않는) 모든 두 변의 교차수가 항상 짝수인 {\displaystyle \mathbb {R} ^{2}}-그리기를 갖는다.

첫째 조건이 둘째 조건을 함의하는 것은 자명하며, 둘째 조건이 셋째 조건을 함의하는 것 역시 자명하다. 그러나 셋째가 첫째를 함의하는 것은 자명하지 않다.

## 역사
하나니-텃 정리는 하임 하나니(히브리어: חַיִּים חַנַנִי, 舊名 폴란드어: Chaim Chojnacki 하임 호이나츠키[*], 1912~1991)가 1934년에 증명하였으나, 하나니는 이를 논문에 매우 간접적으로 언급하였다. 1970년에 윌리엄 토머스 텃이 이 정리를 (직접적으로) 다시 언급하였다.